# Мирний (шлюп)
Шлюп «Ми́рний» (рос. "Мирный")— вітрильник військовий шлюп, корабель 1-ї Дивізії, або Першої південно-полярної експедиції 1819–1821 рр. флоту Російської імперії. Маючи основною ціллю знайти шлях до Південного полюса, експедиція фактично взяла участь у співвідкритті  Антарктиди (у складі експедиції також був шлюп «Востокъ»).

## Історія

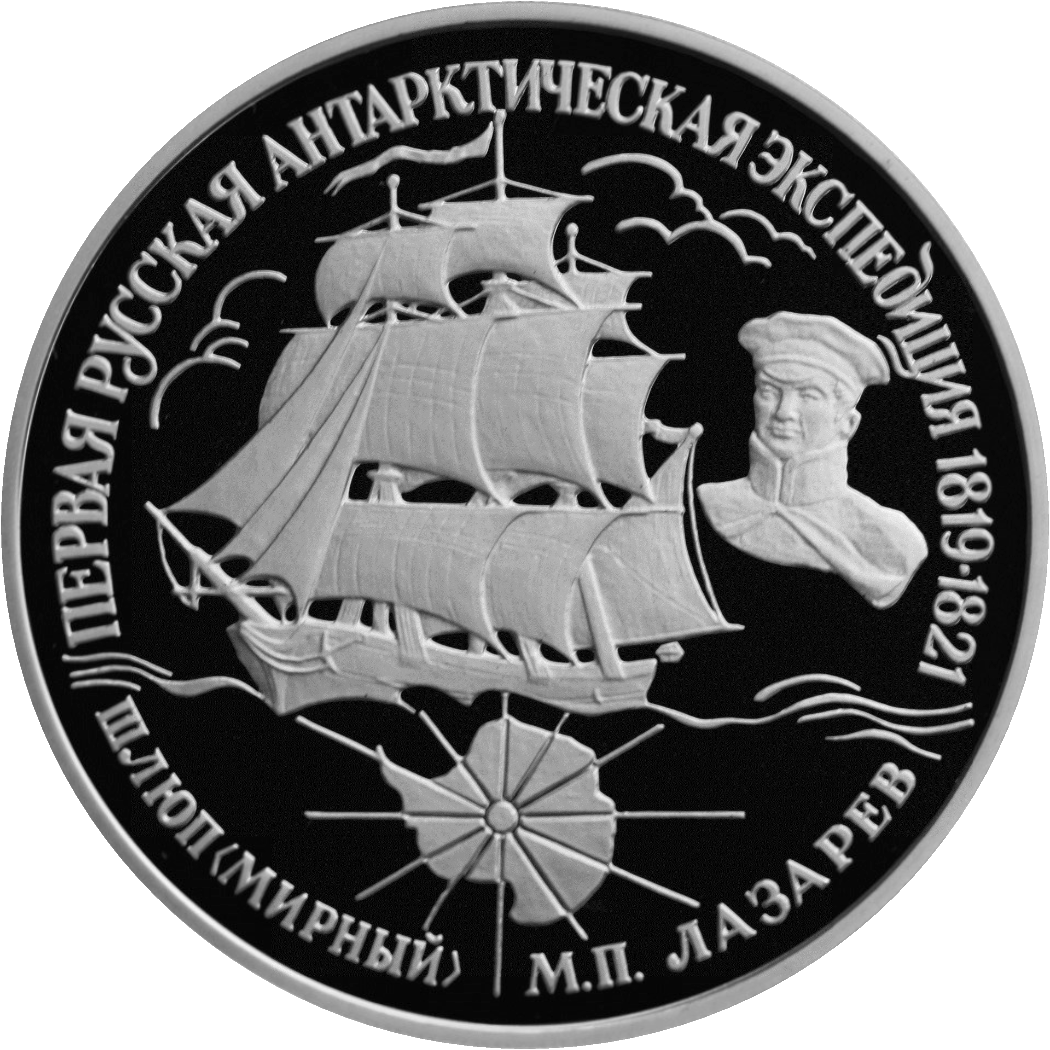
Монета

На Олонецькій верфі в Лодейному полі біля Петербурга в 1818 році будувалося для флоту допоміжне судно «Ладога».
Прагнучи прискорити відправлення південно-полярної експедиції, вирішили не будувати нове судно, а використати «Ладогу». При включенні судна до складу військово-морського флоту йому дали нову назву «Мирный» і відразу ж приступили до перебудови. Роботами керував командир «Мирного» М. П. Лазарєв.
Доточуванням штульців у шлюпа подовжили кормову частину, на форштевні поставили княвдигед, додатково обшили корпус — дюймовими дошками, міцно закріпивши їх мідними цвяхами.
Корпус ретельно проконопатили, а підводну частину, щоб вона не обростала водоростями, покрили мідними листами. Усередині корпусу поставили додаткові кріплення на випадок дії крижин, соснове кермо було замінене дубовим. Раніше поставлений стоячий такелаж, ванти, штагі і інші снасті, зроблені з низькосортного прядива, були замінені міцнішими, вживанішими на кораблях військово-морського флоту.
Шлюп «Мирний» був трищогловим двопалубним кораблем.

## Пам'ять
- Півострів в Антарктиді
- Берег в Антарктиді
- Антарктична науково-дослідна станція «Мирний».

У 1994 році в Росії для серії «Первая русская антарктическая экспедиция 1819-1821», була випущена пам'ятна монета із відповідним реченням, та із додованням слів "Мирный" і "М.П.Лазарев". (Насправді експедиція була багатонаціональною, і що сьогодні лише додає їй історикозначущих переваг.)